# Louis Le Grange
Louis Le Grange, né le 16 août 1928 à Ladybrand et mort le 25 octobre 1991 à Potchefstroom, est un avocat et un homme politique sud-africain, membre du parti national, membre du parlement pour la circonscription de Potchefstroom (1966-1991), ministre-adjoint de l'Information (1975-1978), de l'intérieur (1975-1978), de l'Immigration (1978), des travaux publics (1978), de l'intérieur et de l'immigration (1978) dans les gouvernements de John Vorster puis Ministre du tourisme et des travaux publics (1978-1979), des prisons (1979-1980), de la police (1979-1982) et de la loi et de l'ordre (1982-1986) dans les gouvernements de Pieter Botha avant d'être le 13e président de la chambre de l'Assemblée du parlement (1987-1991).

## Biographie
Diplômé en 1953 d'un B.A. en droit et en 1964 d'un B.A. en sciences politiques, tous deux acquis à  l'Université de Potchefstroom, province du Transvaal, un bastion du calvinisme afrikaner, Louis le Grange est associé dans un cabinet d'avocats de Potchefstroom de 1953 à 1974. 
Intéressé par la politique dès les années 1950, à une époque où son modèle est le premier ministre JG Strijdom, il est élu au parlement en 1966, sous les couleurs du parti national, où il représente la circonscription de Potchefstroom.
Louis le Grange entre au gouvernement de John Vorster le 21 février 1975, occupant les fonctions de ministre-adjoint de l'Information et de l'intérieur. Le 30 janvier 1978, il conserve son poste de ministre-adjoint de l'Intérieur et cumule avec les portefeuilles de l'Immigration et des Travaux publics. 
En octobre de cette même année, au sein du nouveau gouvernement formé par Pieter Botha, il est promu au sein du cabinet en tant que ministre des Travaux publics et du tourisme. En 1979, il est nommé ministre de la police et des prisons. En 1982, il devient le 1er membre du gouvernement à porter le titre de ministre de la Loi et de l'Ordre. À ce poste, il est responsable de la sécurité publique et des répressions policières menées contre les manifestations anti-apartheid des années 1984-1986. Louis Le Grange révèle en octobre 1986 qu'il est atteint d'un cancer qu'il parvient à vaincre au bout de 20 mois de traitement. 
Le 28 janvier 1987, il est élu président de la chambre de l'Assemblée du parlement. Il est alors le premier speaker à ne pas revêtir la traditionnelle et officielle perruque de style hollandais qui sied à sa fonction et le premier à n'en pas porter sur son portrait officiel. Il abolit toutes les coutumes et traditions qu'il estime archaïque tels que le port de la robe cérémoniale. Lors des élections générales de 1989, il est plébiscité par les électeurs contre Ben van der Berg, le candidat du Parti conservateur d'Afrique du Sud (CP).
Le 25 octobre 1991, il s'effondre, victime d'une attaque cardiaque, lors d'une réunion publique à Potchefstroom et meurt douze heures plus tard. Il avait 63 ans. Il reçoit des funérailles quasi nationales en présence de 2 000 personnes dont le président Frederik de Klerk, de son épouse Marike de Klerk, de plusieurs membres du cabinet (Barend du Plessis, Leon Wessels, Adriaan Vlok, Eli Louw, Roelf Meyer et Rina Venter), de plusieurs ministres-adjoints mais également d'Andries Treurnicht, chef du CP et de Ferdinand Hartzenberg, chef adjoint du CP. 
À la suite de son décès, une élection législative partielle est organisée à Potchefstroom, un bastion traditionnel du parti national. Cette formation investit Terence (Theuns) Krüger alors que Frederik de Klerk fait de cette élection un test national censé confirmer l'appui de l'électorat blanc et afrikaner à sa politique de négociation menée avec le congrès national africain. La défaite du candidat du parti national (44 %) face à Andries Beyers (56 %), candidat du parti conservateur, résonne alors comme un désaveu pour le président de Klerk qui organise alors un référendum national auprès de l'électorat blanc pour obtenir un appui franc et massif à sa politique (il obtiendra plus de 68 % de soutien).
Une rue de Potchefstroom a été baptisée en l'honneur de Louis Le Grange peu de temps après son décès.

## Famille
Comparé souvent à l'acteur Clark Gable en raison d'une vague ressemblance (notamment par la moustache), Louis Le Grange était marié, avait deux fils (Janus et Louis Jr.), deux filles (Jessie et Lizelle) et neuf petits-enfants.